# Petersdorfer See (Bad Saarow)
Der Petersdorfer See ist ein langgestreckter Flachsee im Scharmützelseegebiet.
Der See befindet sich in der Gemeinde Bad Saarow im Landkreis Oder-Spree in Brandenburg etwa 2,5 Kilometer nordöstlich des Scharmützelsees. Er ist 23 ha groß und durchschnittlich 2,3 Meter tief. Sein Einzugsgebiet hat eine Größe von 3,5 km². Einziger oberirdischer Zufluss ist der Petersdorfer Seegraben. Der See ist von Südwest nach Nordost etwa 1100 Meter lang und maximal 300 Meter breit. Sein nordwestliches Ufer ist durch das Dorf Petersdorf und die parallel zum Ufer verlaufende Landesstraße L 35 geprägt, bei deren Bau ein Teil des Sees zugeschüttet wurde. Im Südosten herrscht Wald vor.
Der Petersdorfer See ist eutroph. Der Phosphatgehalt lag im Jahresmittel 2003 bei 49,6 µg/l. Die Sichttiefe betrug 70 cm. Im See kommen Aale, Barsche, Brassen, Karpfen, Rotaugen, Rotfedern, Schleien und Zander vor (Stand 2008).
1931 erwarb ein Berliner Kaufmann den See und legte am Nordende eine Badestelle an. Um eine Zufahrt zu ermöglichen, ließ er einen Damm errichten, der die Nordspitze des Sees abschnitt und zur Karpfenzucht nutzte. Das Gewässer trägt noch heute den Namen Karpfenteich. Die historischen Gebäude des Seebads wurden 2014 abgerissen. Die Liegewiese ist nach vorübergehender Sperrung seit 2017 wieder offen.
Der Petersdorfer See befindet sich in Privatbesitz. Der Eigentümer betreibt die Wasserskianlage „Wakepark Petersdorf“.